# Stuart McKay
Stuart McKay (auch Stewart McKay, * um 1915; † nach 1955) war ein US-amerikanischer Jazzmusiker (Saxophone, Oboe, Fagott,  auch Komposition).

## Leben und Wirken
McKay spielte von 1938 bis 1940 in New York City Tenorsaxophon bei Al Donahue and His Orchestra, an dessen Aufnahmen für Vocalion er beteiligt war; 1939 nahm er außerdem mit Red Norvo auf. Nach Kriegsende gehörte er dem Brick Fleagle Orchestra an; 1951 wirkte er im George Williams Orchestra an Aufnahmen des Sängers Earl Williams mit. Auf George Williams’ LP The Fox in Hi-Fi (Brunswick, 1953) ist McKay als Basssaxophonist zu hören. 1954 hatte er Gelegenheit, mit einem Nonett für RCA Victor ein Album unter eigenem Namen einzuspielen, Reap the Wild Winds . Ungewöhnlich war die Instrumentierung der Bläsergruppe (der neben McKay selbst Ernie Mauro, Gerald „Jerry“ Sanfino, Tom Mace, Al Richman und John R. Barrows angehörten), für die McKay neben Saxophonen Fagott, Oboe, Englischhorn und Waldhorn einsetzte. Im Bereich des Jazz war er laut Tom Lord zwischen 1938 und 1954 an 21 Aufnahmesessions beteiligt.
Einige Titel seines einzigen Albums – wie „Song of the Bayou“ – wurden in späteren Jahren auf Kompilationen wiederveröffentlicht.